# Ronde van Vlaanderen 2016
100. edycja wyścigu kolarskiego Ronde van Vlaanderen odbyła się w dniu 3 kwietnia 2016 roku i liczyła 256 km. Start wyścigu miał miejsce w Brugii, a meta w Oudenaarde. Wyścig figuruje w rankingu światowym UCI World Tour 2016.

## Uczestnicy
Na starcie tego klasycznego wyścigu stanęło 25 zawodowych ekip, osiemnaście drużyn jeżdżących w UCI World Tour 2016 i siedem profesjonalnych zespołów zaproszonych przez organizatorów z tzw. "dziką kartą".
| Numery  | Kod | Drużyna                |
| ------- | --- | ---------------------- |
| 1-8     | KAT | Team Katusha           |
| 11-18   | TNK | Tinkoff                |
| 21-28   | EQS | Etixx-Quick Step       |
| 31-38   | LTS | Lotto Soudal           |
| 41-48   | TFS | Trek-Segafredo         |
| 51-58   | BMC | BMC Racing Team        |
| 61-68   | LTJ | Team LottoNL-Jumbo     |
| 71-78   | SKY | Team Sky               |
| 81-88   | DDD | Dimension Data         |
| 91-98   | ALM | Ag2r-La Mondiale       |
| 101-108 | AST | Pro Team Astana        |
| 111-118 | CPT | Cannondale Pro Cycling |
| 121-128 | FDJ | FDJ.fr                 |

| Numery  | Kod | Drużyna                     |
| ------- | --- | --------------------------- |
| 131-138 | IAM | IAM Cycling                 |
| 141-148 | LAM | Lampre-Merida               |
| 151-158 | MOV | Movistar Team               |
| 161-168 | OGE | Orica GreenEDGE             |
| 171-178 | GIA | Team Giant-Alpecin          |
| 181-188 | TSV | Topsport Vlaanderen-Baloise |
| 191-198 | WGG | Wanty-Groupe Gobert         |
| 201-208 | BOA | Bora-Argon 18               |
| 211-218 | CCC | CCC Sprandi Polkowice       |
| 221-228 | DEN | Direct Énergie              |
| 231-238 | ROO | Roompot-Oranje Peloton      |
| 241-248 | STH | Southeast-Venezuela         |

## Klasyfikacja generalna
| M-ce | Imię i nazwisko    | Kraj            | Drużyna                | Czas       |
| ---- | ------------------ | --------------- | ---------------------- | ---------- |
| 1.   | Peter Sagan        | Słowacja        | Tinkoff                | 6h 10' 37" |
| 2.   | Fabian Cancellara  | Szwajcaria      | Trek-Segafredo         | + 25"      |
| 3.   | Sep Vanmarcke      | Belgia          | Team LottoNL-Jumbo     | + 28"      |
| 4.   | Alexander Kristoff | Norwegia        | Team Katusha           | + 49"      |
| 5.   | Luke Rowe          | Wielka Brytania | Team Sky               | + 49"      |
| 6.   | Dylan van Baarle   | Holandia        | Cannondale Pro Cycling | + 49"      |
| 7.   | Imanol Erviti      | Hiszpania       | Movistar Team          | + 49"      |
| 8.   | Zdeněk Štybar      | Czechy          | Etixx-Quick Step       | + 49"      |
| 9.   | Dimitri Claeys     | Belgia          | Wanty-Groupe Gobert    | + 49"      |
| 10.  | Niki Terpstra      | Holandia        | Etixx-Quick Step       | + 49"      |
|      |                    |                 |                        |            |
| 27.  | Michał Kwiatkowski | Polska          | Team Sky               | + 1' 57"   |
| 69.  | Jarosław Marycz    | Polska          | CCC Sprandi Polkowice  | + 7' 19"   |
| 101. | Michał Gołaś       | Polska          | Team Sky               | + 12' 48"  |
| 102. | Adrian Kurek       | Polska          | CCC Sprandi Polkowice  | + 12' 48"  |
| 105. | Tomasz Kiendyś     | Polska          | CCC Sprandi Polkowice  | + 12' 48"  |
| -    | Michał Pałuta      | Polska          | CCC Sprandi Polkowice  | DNF        |
| -    | Patryk Stosz       | Polska          | CCC Sprandi Polkowice  | DNF        |